# Risque positif
 (avril 2013).
Si vous disposez d'ouvrages ou d'articles de référence ou si vous connaissez des sites web de qualité traitant du thème abordé ici, merci de compléter l'article en donnant les références utiles à sa vérifiabilité et en les liant à la section « Notes et références ».
En gestion de projet, un risque positif est l'opportunité qu'un événement incertain améliore la situation d'un projet ou d'une entreprise.

## Description
C'est un risque qui a un effet positif. Le retour de la prise de risque améliore la situation du projet par rapport à sa situation initiale. Ce concept va à l'encontre du langage courant, dans lequel le mot  risque, a une connotation de danger. Cependant, d’autres risques peuvent avoir des effets positifs. Ce sont ceux dont l’entreprise ou le projet cherche à favoriser l'émergence.
En effet, si l'on prend l'exemple des risques liés à la variabilité des coûts d’achats des matières premières, il s’agit ici d’une variable liée au marché international dont il est généralement très difficile de prévoir de manière optimale l’évolution sur le long terme. Ainsi, les industriels mettent tous les moyens disponibles afin que ce risque ait un effet positif. On peut donc résumer cette approche par l’assertion : « prendre un risque dans l’espoir d’obtenir un gain ».
De cette manière, lors de l’évaluation des risques, il est nécessaire de considérer la variabilité, c’est-à-dire les faibles variations positives et/ou négatives par rapport à une situation de référence. Par exemple, si l’on doit définir les risques liés à la production d’un produit fini, il faut aussi analyser les performances humaines dans le temps afin d’assurer des indicateurs de performances optimales.
Dans le domaine financier, ce concept est aussi connu dans les pays anglo-saxons sous le nom d'upside risk.